# 商工センター入口駅
商工センター入口駅（しょうこうセンターいりぐちえき）は、広島県広島市西区草津南三丁目にある、広島電鉄宮島線の駅である。駅番号はM24。
隣接して西日本旅客鉄道（JR西日本）山陽本線の新井口駅があり、当駅とは跨線橋によって直結している。

## 歴史
当駅は1960年（昭和35年）に井口病院前駅（いのくちびょういんまええき）として新規に開業した駅である。同年には宮島線の車両基地が己斐から当地に移され、荒手車庫として運用を開始している。当駅も1971年（昭和46年）ころから一時期は荒手車庫前駅（あらてしゃこまええき）と称したことがあった。駅名が商工センター入口駅に改められたのは1979年（昭和54年）のことである。
駅は1989年（平成元年）、翌年に開業を控えたショッピングセンターアルパークへアクセスするためのペデストリアンデッキが整備されると、これに合わせて廿日市方向へ少し移動した上で改良が施された。旧上りホームは通路として使用されている。

### 年表
- 1960年（昭和35年）9月1日：井口病院前駅として開業[3]。
- 1971年（昭和46年）頃：荒手車庫前駅に改称[3]。
- 1979年（昭和54年）11月1日：商工センター入口駅に改称[3]。
- 1989年（平成元年）11月30日：駅とアルパークへ至るペデストリアンデッキが接続[7]。
- 2009年（平成21年）頃：西広島寄りに2本あった上下渡り線のうち1本が撤去された。

## 駅構造
2面2線の地上駅。線路の南側に広電宮島口駅方面へ向かう下りホーム、北側に広電西広島（己斐）駅方面へ向かう上りホームがあって、このうち下りホームからは国道2号（宮島街道）へ直接出られるようになっている。また、下りホームの広電宮島口寄りは床の位置が他より高い。これはかつて宮島線内で運行されていた鉄道車両専用の高床ホームの名残である。
駅に隣接したビルには西広島運転係があり、乗務員の交代が行われる。駅東方には荒手車庫があり、この駅が始発となる電車も設定されている。また、草津南寄りに上下渡り線と荒手車庫への引き込み線がある。当駅止まりの電車は2009年（平成21年）10月のダイヤ改正をもって1日1本のみ（ただし臨時扱いで時刻表には未掲載）となったが、宮島花火大会の開催時や正月三が日には臨時便として大量に運行される。

## 利用状況
以下の情報は、広島市統計書に基づいたデータである。1日平均乗車人員データは、年度毎の乗車総数を365（閏年は366）で割った値を小数点2位を丸めて小数点1位の値にした物である。広島電鉄のデータは1,000で丸めて提供されているので、1年毎ではプラスマイナス500の誤差があり、1日当たりでは1.4人程度の誤差が発生する。
| 年度               | 1日平均 乗車人員 | 1年毎 乗車総数 | 1年毎 定期 | 1年毎 定期外 | 出典        |
| ------------------ | ---------------- | -------------- | ---------- | ------------ | ----------- |
| 1998年（平成10年） | 3,506.8          | 1,280,000      | 338,000    | 942,000      | [ 統計 1 ]  |
| 1999年（平成11年） | 3,776.0          | 1,382,000      | 307,000    | 1,075,000    | [ 統計 1 ]  |
| 2000年（平成12年） | 3,717.8          | 1,357,000      | 281,000    | 1,076,000    | [ 統計 1 ]  |
| 2001年（平成13年） | 3,698.6          | 1,350,000      | 279,000    | 1,071,000    | [ 統計 2 ]  |
| 2002年（平成14年） | 3,682.2          | 1,344,000      | 265,000    | 1,079,000    | [ 統計 3 ]  |
| 2003年（平成15年） | 3,669.4          | 1,343,000      | 249,000    | 1,094,000    | [ 統計 4 ]  |
| 2004年（平成16年） | 3,493.2          | 1,275,000      | 247,000    | 1,028,000    | [ 統計 5 ]  |
| 2005年（平成17年） | 3,537.0          | 1,291,000      | 240,000    | 1,051,000    | [ 統計 6 ]  |
| 2006年（平成18年） | 3,537.0          | 1,291,000      | 239,000    | 1,052,000    | [ 統計 7 ]  |
| 2007年（平成19年） | 3,550.9          | 1,300,000      | 247,000    | 1,052,000    | [ 統計 8 ]  |
| 2008年（平成20年） | 3,455.6          | 1,261,000      | 250,000    | 1,011,000    | [ 統計 9 ]  |
| 2009年（平成21年） | 3,397.3          | 1,240,000      | 239,000    | 1,001,000    | [ 統計 10 ] |
| 2010年（平成22年） | 3,512.3          | 1,282,000      | 240,000    | 1,042,000    | [ 統計 11 ] |
| 2011年（平成23年） | 3,595.6          | 1,316,000      | 228,000    | 1,088,000    | [ 統計 12 ] |
| 2012年（平成24年） | 3,624.7          | 1,323,000      | 234,000    | 1,089,000    | [ 統計 13 ] |
| 2013年（平成25年） | 3,641.1          | 1,329,000      | 235,000    | 1,094,000    | [ 統計 14 ] |
| 2014年（平成26年） | 3,712.3          | 1,355,000      | 252,000    | 1,103,000    | [ 統計 15 ] |
| 2015年（平成27年） | 3,647.5          | 1,335,000      | 260,000    | 1,075,000    | [ 統計 16 ] |
| 2016年（平成28年） | 3,627.4          | 1,324,000      | 263,000    | 1,061,000    | [ 統計 17 ] |
| 2017年（平成29年） | 3,580.8          | 1,307,000      | 276,000    | 1,031,000    | [ 統計 18 ] |
| 2018年（平成30年） | 3,416.4          | 1,247,000      | 274,000    | 973,000      | [ 統計 19 ] |
| 2019年（令和元年） | 3,243.2          | 1,187,000      | 281,000    | 906,000      | [ 統計 20 ] |

## 駅周辺
- JR西日本山陽本線 新井口駅（新白島方面 - 岩国方面）
- 広島電鉄荒手車庫
- 広島サンプラザ
- 広島西警察署
- 広島市中小企業会館
- 草津病院
- 商工センター
- 広島中央卸売市場
- 早稲田自動車学園
- 鈴が峰団地
- アルパーク（ショッピングセンター） - 駅からは動く歩道で連結している。
- ヤマダデンキ テックランドアルパーク前店
- COCO'S 井ノ口店（旧・サンデーサン井ノ口店）

### バス路線
商工センター入口 バス停（庚午住宅入口方面）（広島バス）
- 25号線（草津線） - 庚午・平和記念公園・広島駅方面
- 50号線（東西線） - 観音新町・広商入口・吉島西・御幸橋・平塚町・広島駅方面

商工センター入口 バス停（井口車庫方面）（広島バス）
- 25,50号線 - アルパーク・井口車庫方面

## 隣の駅
広島電鉄
■宮島線
草津南駅 (M23) - 商工センター入口駅 (M24) - 井口駅 (M25)

#### 本文
1. ↑  “路線・電停ガイド - 宮島線”.   広島電鉄. 2015年8月11日時点のオリジナルよりアーカイブ。2017年2月7日閲覧。
2. 1 2 3 4 5  川島令三『山陽・山陰ライン 全線・全駅・全配線』 第7巻 広島エリア、講談社〈【図説】 日本の鉄道〉、2012年、14,87頁。ISBN 978-4-06-295157-9。
3. 1 2 3 4 5 6  『広電が走る街 今昔』150-157頁
4. 1 2  今尾恵介（監修）『日本鉄道旅行地図帳』 11 中国四国、新潮社、2009年、39頁。ISBN 978-4-10-790029-6。
5. 1 2 3  『広電が走る街 今昔』121-123頁
6. ↑  『広島電鉄開業100年・創立70年史』広島電鉄、2012年、235頁。
7. ↑  『広島電鉄開業80創立50年史』広島電鉄、1992年、129頁。
8. ↑  路線名から調べる 広島バス

#### 利用状況
1. 1 2 3  『広島市統計書』平成13年版
2. ↑  『広島市統計書』平成14年版
3. ↑  『広島市統計書』平成15年版
4. ↑  『広島市統計書』平成16年版
5. ↑  『広島市統計書』平成17年版
6. ↑  『広島市統計書』平成18年版
7. ↑  『広島市統計書』平成19年版
8. ↑  『広島市統計書』平成20年版
9. ↑  『広島市統計書』平成21年版
10. ↑  『広島市統計書』平成22年版
11. ↑  『広島市統計書』平成23年版
12. ↑  『広島市統計書』平成24年版
13. ↑  『広島市統計書』平成25年版
14. ↑  『広島市統計書』平成26年版
15. ↑  『広島市統計書』平成27年版
16. ↑  『広島市統計書』平成28年版
17. ↑  『広島市統計書』平成29年版
18. ↑  『広島市統計書』平成30年版
19. ↑  『広島市統計書』令和元年版
20. ↑  『広島市統計書』令和2年版